# ヴィンセント・バリーとグスタフ
ヴィンセント・バリーとグスタフは、雷句誠の漫画作品『金色のガッシュ!!』および同作を原作としたテレビアニメ『金色のガッシュベル!!』の登場人物である。

## ヴィンセント・バリー
声 - 置鮎龍太郎
- 本の色：コバルトブルー
- 人間換算年齢：17歳
- 好きな食べ物：魚、赤ワイン、木炭、ステーキ
- 趣味：強い奴と戦うこと、角みがき

頭部に昆虫の触角を彷彿させる二本角を生やした、青色で長身の魔物。好戦的で、圧倒的な強さを誇るものの目指すべき王の形を見付けられず、ただひたすら強さだけを追い求めていた。初登場当初は戦いの時は人間でも容赦なく犠牲にするなど、非情な一面もあった。光属性の術を使い、（当時の）ガッシュの「バオウ・ザケルガ」を直撃しても対峙するタフさを持つ。
キースとは魔界の西の地にある学校での同級生であり、転校生として来たところをキースに悪口を言われたために喧嘩を起こし、強い筈の彼を倒した（この時から、実力は相当なものだと思われる）。そのことからキースはバリーをライバルと思い続けていた。
グスタフの薦めで日本に訪れガッシュと戦った際に、戦闘能力が完全に上回っていたにもかかわらず彼の意志の強さに怯んでしまい、どんな力にも屈しない「強き王」になると誓う。なお、ブラゴとの初戦以降、ガッシュと清麿を完璧な形で敗北に追い込んだ初の魔物でもある。
石版編ではガッシュとの再戦を理由にナゾナゾ博士への協力を拒んでいたが、その後の竜族の神童・エルザドルとの死闘を経て自慢の角を一本失い体中に傷跡を残しながらも、そうした拘りに囚われていた己の卑小さに気付いていった。ファウード編においては遂にナゾナゾ博士と合流し、ブラゴと共にガッシュたちのピンチを救いに現れる。心技共に一回り成長したバリーにとってかつての自分の位置に留まったままであるキースは敵ではなく、鬼神の如き力を見せ圧勝。だが、捨て身のキースが作動させたファウードの罠に仲間を助けるためにガッシュが自ら掛かり「自分の代わりにゼオンを倒してくれ」と言われるが彼を見捨てることが出来ず、敢えてガッシュの替わりに犠牲となる道を選んだ。「王」になれなかったことだけが心残りだったが、グスタフに「王をも殴れる男」（過ちをおかした王を正しき道へ導ける者）になったと諭され、それに満足して魔界へと帰っていった（本はサンビームに火を点けさせた）。なお、この時から既にガッシュの力が覚醒していることには気付いていた模様。
クリアとの最終決戦では、クリアの弱点である「力の球」を守る抜け殻を破壊する役割を果たした。ガッシュが王となった後、ロデュウ・キース（・ツァオロン）と同じ学校に通っているようだが、その雰囲気は半ば不良グループのような雰囲気だった。
未成年ながら飲酒しており、裏表紙では少々酔っている状態で赤ワインを飲んでいる。
アニメ版のファウード編では、原作に先行してテッドたちと共に再登場し、ガッシュと再戦するために彼を探していたがキースと交戦してそのまま倒し、コントロールルームでガッシュがゼオンと戦っているところを見て参戦しようとしたがグスタフに止められる。結局、ガッシュとの再戦を示唆する形で出番を終えた。また、キースとはいも天の大食い勝負で負けたことがあるという戦闘能力ではなく食べ物に関連する因縁になっており勝敗も逆転。そのことからキースから勝手にライバルと言っていたが、本人は怒りに心頭であった。なお、彼は原作よりもチンピラな描かれ方が多かった。テッドと初対面のときはテッドの髪型を馬鹿にした後、クワガタやアリンコと呼ばれ、腹を立てた。

### 続編「ガッシュ2」について
数少ない生き残りとして魔界に滞在している模様。呪文は盗られており、肉弾戦のみで敵対勢力と闘っていることがアシュロンの口から語られた。また、敵対勢力の拠点や、べリエルの名前など、アシュロンに伝えており、ガッシュたちに情報共有されている。
エリオス城塞では、モモンの機転によって救援に駆け付ける。手刀一発でモーセスの胴体を貫通させ、リブラの強力な攻撃呪文を粉砕。腕力のみでリブラの巨体を持ち上げて城塞外へ投げ飛ばすなど桁外れな戦闘能力をいかんなく発揮し、モーセスに対してリブラを最強の姿に回復・改造しろと挑発する。

### 呪文
1. ゾニス
頭の角から竜巻状の光線エネルギーを放つ。角を地面に向け逆噴射すれば、反動で空を飛ぶことも可能。ちなみに光線を出す時は「ゾゾゾゾッ」「ゾニッ」という音がする。
2. ガルゾニス
全身を高速回転させながら突進する。
3. ドルゾニス
ドリル状の光線エネルギーを手に包み、突きの貫通力を高める。
4. ギガノ・ゾニス
「ゾニス」を遥かに上回る威力を持つ、巨大な竜巻状の光線エネルギーを頭の角から放つ。「ゾニス」の要領で高速飛行することも可能。
5. ゾルシルド
角の付いた盾を出現させる。
6. ディガル・ドルゾニス
全身をドリルのように高速回転させながら突進し、対象を貫く。この術でファウードの首筋から体内に侵入した。
7. アラドム・ゴウゾニス
手から超強力な爆発する竜巻状の光線エネルギーを放出する。バリーは貫手で敵の体に食い込ませ、内部で爆発を起こす戦法で使用している。
8. ゴウ・ゾルシルド
「ゾルシルド」の強化版で、防御範囲が増した盾を出す。
9. アム・ラ・ゾルク
両手にエネルギーを集中させ、相手の術を受け止め跳ね返す。術発動時のグスタフの台詞からこの時の掌は自動的に受け止めるのではなく、バリーが自身の意志で動かしていると推測される。
10. ディオガ・ゾニスドン
バリーの最大呪文。「ギガノ・ゾニス」よりもさらに巨大かつ複雑な竜巻状の光線エネルギーを頭の角から放つ。呪文の弱所を突いたとはいえ、遥かにパワーアップしたキースの最大呪文を一方的に打ち破るほどの威力。
11. シン・ドルゾニス
「ドルゾニス」の強化版で「シン」の術の一つ。魔界に戻って魂だけの存在になったが、ガッシュの「自分たちを助けたい」という思いを感じ取り、ガッシュを助けたいと思った時に、ガッシュの金色の本に現れた呪文。
12. オルゾニス
ゲームオリジナル呪文。相手を追いかける竜巻状の光線を放つ。
13. 名称不明
アニメオリジナル呪文。エネルギーを体に纏い突進する。アニメ版のバリーの最大術だが呪文が呼称されず、その後登場しなかった。テッド戦で使用。

## グスタフ
声 - 石塚運昇（テレビアニメ版）、土師孝也（ゲーム『金色のガッシュベル!! 永遠の絆の仲間たち』）
バリーの本の持ち主。髭を生やした壮年の男性で、常に煙草を銜えている。国籍はフィンランド。バリーとは自宅の屋根で出会った。
バリーの精神的成長を担う師匠のような存在であり、「ただ強者を求めるだけ」のバリーを「チンピラ」と称し、彼にその正当性を投げかけていた。呪文を叫ぶ際に手を伸ばして独特のポーズを取る癖がある。
戦いの意味をバリーに見つけさせるため、ガッシュたちと戦わせた（勿論これは成功した）。最後の別れ際には「王をも殴れる男」になったと彼を称え涙を流しながら見送った。
バリー自身の強さも相まって、作中で負傷するシーンはかなり少ない。また「ガルゾニス」状態のバリーの脚を掴んで付いていくなど、時々常人とは思えない行動を取る。